# One Hysterical Night
One Hysterical Night (bra Bom na Parte) é uma comédia cinematográfica norte-americana de 1929, dirigida por William James Craft e estrelada por Reginald Denny, Nora Lane, Walter Brennan e Peter Gawthorne.

## Elenco
- Reginald Denny - William 'Napoleon' Judd
- Nora Lane - Nurse Josephine
- E. J. Ratcliffe - Wellington
- Fritz Feld - Paganini
- Slim Summerville - Robin Hood
- Joyzelle Joyner - Salome
- Jules Cowles - William Tell
- Walter Brennan - Paul Revere
- Henry Otto - Doutor Hayden
- Margaret Campbell - sra. Bixby
- Peter Gawthorne - sr. Bixby
- Rolfe Sedan - Arthur Bixby